# 基亞帕斯足球會
基亞帕斯足球會（Chiapas FC）是墨西哥恰帕斯州的一个职业足球俱乐部。球隊成立於2002年，但於2017年解散。

## 荣誉
- 恰帕斯杯: 
  - 冠军(3)：2004, 2005, 2007